# Török-kupa (női labdarúgás)
A Török-kupa (Türkiye Kadınlar Kupası), (Alanya Gold City Cup) egy globális meghívásos torna a női nemzeti labdarúgó-válogatottak számára, melyet 2018 óta rendeznek meg minden évben a törökországi Alanya városában.
A sorozatot 2018-ban indította a Török labdarúgó-szövetség és az első rendezvényt 10 csapat részvételével rendezték. 2019-től 8 csapat mérkőzik meg a kupáért.
Franciaország B csapata nyerte az eddigi kiírásokat és két győzelmével vezeti a nemzetek rangsorát.

## Rendszere
A résztvevőket két csoportba osztják, melyekben mindegyik csapat egyszer mérkőzik meg ellenfelével. A csoportban elfoglalt helyezés alapján játsszák le a helyosztó mérkőzéseket.
- 7. helyért: Az A és B csoport negyedik helyezett csapatai játszanak.
- 5. helyért: Az A és B csoport harmadik helyezett csapatai játszanak.
- 3. helyért: Az A és B csoport második helyezett csapatai játszanak.
- 1. helyért: Az A és B csoport első helyezett csapatai játszanak.

## Érdekességek
- A török válogatott még egyetlen rendezvényen sem képviselte magát.
- 2020-ban Venezuela visszalépésével a kazah BIIK Kazygurt, 2021-ben Zambia helyett az orosz CSZKA Moszkva klubcsapata vett részt.
- A 2021-es kiírásban ugyan nyolc csapat indult a trófeáért, azonban csak a B. csoport küzdelmeit vették figyelembe az eredményhírdetésnél.

## Eredmények
| Év   |                 | Döntő             | Döntő        | Döntő          |                   | 3. helyért        | 3. helyért | 3. helyért |
| Év   | Győztes         | Eredmény          | 2. helyezett | 3. helyezett   | Eredmény          | 4. helyezett      |            |            |
| 2018 | Franciaország B | 2–1               | Mexikó       | Ukrajna        | 0–0 hu            | Lengyelország     |            |            |
| 2019 | Franciaország B | 7–0               | Románia      | Észak-Írország | 2–1               | Üzbegisztán       |            |            |
| 2020 | Chile           | nem rendezték meg | Magyarország | Ghána          | nem rendezték meg | Románia           |            |            |
| 2021 | Nigéria         | körmérkőzés       | Üzbegisztán  | CSZKA Moszkva  | körmérkőzés       | Egyenlítői-Guinea |            |            |

## Eddigi résztvevők
| Válogatott        | 2018 | 2019 | 2020 | 2021 | Részvételek száma |
| ----------------- | ---- | ---- | ---- | ---- | ----------------- |
| Chile             | –    | –    | 1    | –    | 1                 |
| Egyenlítői-Guinea | –    | –    | –    | 4.   | 1                 |
| Észak-Írország    | 6.   | 3    | 8.   | –    | 3                 |
| Fehéroroszország  | –    | –    | 7.   | –    | 1                 |
| Franciaország B   | 1    | 1    | –    | –    | 2                 |
| Ghána             | –    | –    | 3    | –    | 1                 |
| Hongkong          | –    | –    | 9.   | –    | 1                 |
| India             | –    | 6.   | –    | 8.   | 2                 |
| Jordánia          | 8.   | 7.   | –    | –    | 2                 |
| Kazahsztán        | 10.  | 5.   | –    | –    | 2                 |
| Kenya             | –    | –    | 6.   | –    | 1                 |
| Koszovó           | 5.   | –    | –    | –    | 1                 |
| Lengyelország     | 4.   | –    | –    | –    | 1                 |
| Lettország        | 9.   | –    | –    | –    | 1                 |
| Magyarország      | –    | –    | 2    | –    | 1                 |
| Mexikó            | 2    | –    | –    | –    | 1                 |
| Nigéria           | –    | –    | –    | 1    | 1                 |
| Oroszország       | –    | –    | –    | 7.   | 1                 |
| Románia           | 7.   | 2    | 4.   | –    | 3                 |
| Szerbia           | –    | –    | –    | 5.   | 1                 |
| Türkmenisztán     | –    | 8.   | –    | –    | 1                 |
| Ukrajna           | 3    | –    | –    | 6.   | 2                 |
| Üzbegisztán       | –    | 4.   | –    | 2    | 2                 |
| BIIK Kazygurt     | –    | –    | 5.   | –    | 1                 |
| CSZKA Moszkva     | –    | –    | –    | 3    | 1                 |
| Résztvevők száma  | 10   | 8    | 9    | 8    |                   |

## A torna gólkirálynői
| - 2018: Delphine Cascarino (3) - 2019: Rachel Furness (6) - 2020: Karen Araya, Grace Asantewaa, Fenyvesi Evelin (2) - 2021: Asisat Oshoala (4) |